# 8.8水災關愛行動
8.8水災關愛行動（英語：Artistes 88 Fund Raising Campaign）是香港演藝人協會等機構，因應颱風莫拉克引發台灣八八水災而舉辦的一項賑災活動，於2009年8月17日在香港國際機場旁的亞洲國際博覽館舉行。

## 籌款晚會
在晚會開始時，大會先播出節錄自Now寬頻電視的新聞片段，旁白說述：「台灣，是2300萬人的家，也是菰懸海上獨對太平洋的一座島嶼。8月8日，一個面積超過100萬平方公里的颱風，襲擊這個只有3萬6千平方公里的小島。三天之內，下了百呎的雨，結果......大水沖毀山林；淹沒農田；淹沒村莊；淹沒整整半個島。萬畝福田，突然變成人間煉獄。災難發生已經超過一個星期，數萬人正在救災；數十萬人正在受災，拯救、賑災、重建，千頭萬緒，刻不容緩。由於大片的山區和農地都在泥沼之中，台灣農民的災難才是剛剛開始。他們需要別人的援助，作為住在另一個島上的近鄰，我們責無旁貸。」大會在短片播出後，安排數百名藝人在舞台上唱出大會主題曲《滔滔千里心》。

### 民政事務局局長致詞
時任民政事務局局長曾德成其後致詞，他表示「風災無情，人間有愛。兩岸三地演藝界一向為善不甘後人，今晚粒粒巨星盡數出場，就是為了表達我們的愛心，希望大家一起響應今晚的賑災行動，把香港人的愛心，送予台灣的災民。我在這裡，讓我代表香港的市民，跟香港特區政府，對台灣災民表示最親切的慰問，謝謝大家。」
當晚的晚會歷時4小時，晚會上曾出現的最高善款數目為港元50,562,138，當中無線電視行政主席邵逸夫在晚會上捐出的 1億新台幣是直接捐給無線電視旗下TVBS救災基金，而香港賽馬會宣告捐出的1000萬元為直接捐給香港紅十字會，故而晚會上實際籌得的善款只有約1600萬元。

## 捐款渠道
因應活動舉行，電訊盈科免費向大會提供50條電話熱線，捐款熱線為：+852 1872323。而大會亦於兩家銀行開設捐款賬戶：
- 銀行賬戶名稱：「香港演藝人協會 - 88水災關愛行動」
- 中銀香港之賬戶號碼：012-883-0-010733-2
- 富邦銀行之賬戶號碼：828-0-711788-2

## 籌備工作
因應2009年台灣八八水災，香港演藝人協會於2009年8月14日舉行記者招待會，宣布舉行該活動。晚會於當晚7時30分至11時30分亞洲國際博覽館舉行。晚會不設門票，會場將設有捐款箱讓觀眾捐款，但不設找續，善款全數撥捐香港紅十字會，轉交台灣方面賑災。為控制人流及秩序，會場將於當晚6時開放，入場觀眾亦必須要依照工作人員指示入座，座位先到先得，而進場的觀眾是必須年滿6歲或以上。
時任香港演藝人協會榮譽會長曾志偉表示，由於該會是臨時開會後才決定舉行籌款晚會，故演出的藝人名單仍未有定案。另因演出業協會於籌款活動前兩天在同一場地舉行大型音樂活動，該會代表陳淑芬答應延遲拆台，提供燈光、舞台等設備給晚會免費使用，故大大減少製作費，其餘一切籌備經費，其時身在北京拍電影的成龍已答允支付，預計跟2008年舉行《512關愛行動》的110萬港元製作費相若，但希望外界不要把是次的籌款數字跟2008年《512籌款》時比較。待災情穩定後，會安排藝人到災區探訪。
2009年8月15日，大會於將軍澳電視廣播城開會，大會監製何小慧透露當晚將沿用了1991年華東水災賑災的《滔滔千里心》作為主題曲，並於當晚完成錄製，普通話語版歌詞則有少許改動。另大會原不設入場費，但經研究後，決定每位入場觀眾最少捐港幣20元或以上，但不設劃位，而場館則可容納11,000名觀眾。而演藝人協會榮譽會長曾志偉亦表示經已落實演出名單，其中1990年代的香港樂壇四大天王（張學友、黎明、劉德華及郭富城）將同台演出，而一眾少女模特兒（𡃁模）亦會出席。曾志偉同時呼籲藝人盡量抽空參與，但他已知會了藝人要尊重活動，必須衣著整齊，不能剪裁大會T恤。
籌款晚會舉行當晚有特別巴士接載市民來往東涌和會場。另外港鐵機場快綫則提供特別的票費優惠。

## 媒體轉播
因應活動舉行及讓更多人參與賑災，以下的電子傳媒頻道將就晚會作現場直播：
| 所在地   | 播出頻道                               | 播出日期      | 播出時間    |
| -------- | -------------------------------------- | ------------- | ----------- |
| 香港     | 無綫電視：翡翠台                       | 2009年8月17日 |             |
| 香港     | 無綫電視：高清翡翠台                   | 2009年8月17日 |             |
| 香港     | 無綫電視：TVB8                         | 2009年8月17日 | 19:30-23:30 |
| 香港     | 亞洲電視：本港台                       | 2009年8月17日 | 19:30-23:30 |
| 香港     | 香港有線電視：娛樂新聞台               | 2009年8月17日 |             |
| 香港     | 香港有線電視：有線衛視新知台           | 2009年8月17日 | 19:00-24:00 |
| 香港     | 香港有線電視：有線寬頻 i-CABLE         | 2009年8月17日 | 19:30-23:30 |
| 香港     | now寬頻電視：now香港台                 | 2009年8月17日 |             |
| 香港     | now寬頻電視：now直播台                 | 2009年8月17日 | 19:30-23:30 |
| 香港     | 鳳凰衛視：鳳凰網                       | 2009年8月17日 | 19:30-23:30 |
| 香港     | 鳳凰衛視資訊台（於新聞節目時段中插播） | 2009年8月17日 |             |
| 香港     | 香港電台：第二台                       | 2009年8月17日 | 19:00-00:00 |
| 香港     | 香港商業電台：叱咤903商業二台          | 2009年8月17日 | 19:30-23:30 |
| 香港     | 新城電台：新城財經台                   | 2009年8月17日 |             |
| 香港     | 香港商業電台：雷霆881商業一台          | 2009年8月17日 | 2:00-6:00   |
| 台灣     | TVBS-Asia                              | 2009年8月17日 | 19:00-23:30 |
| 台灣     | TVBS歡樂台                             | 2009年8月17日 | 19:00-23:30 |
| 台灣     | 中天娛樂台                             | 2009年8月17日 | 22:00-02:00 |
| 新加坡   | TVBJ                                   | 2009年8月17日 | 19:30-23:30 |
| 马来西亚 | Astro On Demand                        | 2009年8月17日 | 19:30-23:30 |
| 澳洲     | TVBJ                                   | 2009年8月17日 | 21:30-01:30 |

## 收視
平均29點，最高33點（翡翠台、高清翡翠台）

## 出席藝員
是次行動召集人為：
- 吳思遠
- 成龍
- 劉德華
- 譚詠麟
- 庾澄慶（台灣代表）
- 張艾嘉（台灣代表）
- 吳君如（香港演藝人協會）
- 陳百祥（無綫電視）
- 鮑起靜（亞視）
- 區永權（有線）
- 洪永城（now寬頻電視）
- 吳小莉（鳳凰衛視）
- 謝茜嘉（商台）
- 周國豐（港台）
- 瑪姬（新城）
- 陳芷菁
- 曾寶儀擔任主持人
- 曾志偉擔任主持人[5]

有如下藝員出席晚會（並不完整）：
- 方力申
- 傅穎
- 楊千嬅
- 鄭秀文
- 劉德華
- 郭富城
- 黎明
- 張學友
- 蔡琴
- 蕭敬騰
- 陶喆
- 周慧敏
- 古巨基
- 周華健
- 張國立
- 李心潔
- 李克勤
- 謝安琪
- 任賢齊
- 鄭伊健
- 陳小春
- Mr.
- 鐘鎮濤
- 胡慧中
- 胡彥斌
- 張敬軒
- 張智霖
- 梁家輝
- 關之琳
- 莫文蔚
- 蔡卓妍
- 曹格
- 草蜢
- 農夫
- 溫拿
- 郭晉安
- 謝天華
- 吳卓羲
- 林峯
- Hotcha
- At17
- Freeze
- 洪卓立
- 江若琳

## 廣告問題
節目中現場直播同時，當電視廣播有限公司副主席方逸華代表行政主席邵逸夫爵士捐出一億新台幣善款時，亞洲電視本港台立即播放廣告，未有播放電視廣播總經理陳志雲致詞。

## 外部連結
- 8.8水災關愛行動 - 無綫電視網頁（页面存档备份，存于）
- 8.8水災關愛行動 - 香港電台網頁[]
- 8.8水災關愛行動 - 香港電台 - 視像重溫
- 8.8水災關愛行動 - 商業電台網頁（页面存档备份，存于）
- 8.8水災關愛行動 - 有線寬頻網頁[永久]
- 8.8水災關愛行動 - 鳳凰網（页面存档备份，存于）
- 澳門Exmoo.com網站發起「一句祝福 一元捐款」籌款賑災活動